# Mistrzostwa Polski w kolarstwie przełajowym 1970
Mistrzostwa Polski w kolarstwie przełajowym 1970 odbyły się 22 marca 1970 w Kędzierzynie.

## Wyniki
| Miejsce | Zawodnik             | Klub                 | Czas    |
| ------- | -------------------- | -------------------- | ------- |
| 1.      | Czesław Polewiak     | LKS Gryf Szczecin    | 1:13.14 |
| 2.      | Stanisław Grabowski  | LZS Mazowsze         | +0.20   |
| 3.      | Janusz Sekściński    | Czarni Szczecin      | +0.22   |
| 4.      | Franciszek Surmiński | LKS Zarzewie Prudnik | +0.57   |
| 5.      | Zygfryd Jarema       | Arkonia Szczecin     | +0.57   |
| 6.      | Henryk Woźniak       | LKS Gryf Szczecin    | +1.21   |
| 7.      | Jan Ścibiorek        | Społem Łódź          | +1.36   |
| 8.      | J. Bilecki           | LZS Stawkowice       | +1.36   |
| 9.      | G. Szumlakowski      | LZS Wrocław          | +1.54   |
| 10.     | Marian Kegel         | Lech Poznań          | +1.54   |